# Place du Châtelain
 (juin 2016).
La place du Châtelain (en néerlandais : Kasteleinsplein) est une place bruxelloise de la commune d'Ixelles.

## Toponymie
Le nom provient du fait qu'une partie d'Ixelles formait une châtelainie : Ixelles-sous-le-Châtelain qui dépendait du châtelain de Bruxelles.

## Situation
Située dans un quartier huppé de Bruxelles, la place est connue pour son marché du mercredi soir. La place est entourée de restaurants fortement fréquentés le mercredi soir.
La rue du Page y arrive notamment.
La numérotation des habitations va de 2 à 49 dans le sens inverse des aiguilles d'une montre à partir de la rue du Châtelain.